# إحسان القلعاوي
إحسان القلعاوي (26 أبريل 1932 - 31 ديسمبر 2008)، ممثلة مصرية.

## عن حياتها

### بدايتها
كانت بدايتها من خلال ميكروفون الإذاعة في العديد من المسلسلات ثم قدمت العديد من المسرحيات كما عملت في المسرح الكوميدي والقطاع الخاص. ومن أشهر مسرحياتها مسرحية هانم، ومن أشهر مسلسلاتها الإذاعية دور زنوبة في مسلسل عودة الروح من إخراج حسين كمال، ومن مسلسلاتها التلفزيونية (الرجل ذو الخمسة وجوه) و(ثوب الزفاف الأسود) في أوائل السبعينات مع محسن سرحان حيث أبدعت في القيام بدور المجنونة، قضية نسب، ودور زنوبة في مسلسل (عودة الروح) ودور أمينة في (الوهم والحقيقة) وكانت آخر مسلسل شاركت به هيما مع عبلة كامل و أحمد رزق.
أما عن أفلامها السينمائية فلقد قدمت العديد من الأدوار ومنها على سبايسي، رحلة مشبوهة، شوادر، انتحار مدرس ثانوي ، الوحوش الصغيرة، لست قاتلا وغيرها العديد من الأفلام، وآخرها ليلة سقوط بغداد. كما جسدت العديد من الأدوار الهامة في الإذاعة وإن كان أشهرها شخصية عزيزة في المسلسل الإذاعي الشهير عائلة مرزوق أفندي ومسلسل ترويض الشرسة قصة الكاتب نبيل خالد سيناريو وحوار بسيوني عثمان إخراج محسن فكري.

### حياتها الخاصة
تنتمي إحسان القلعاوي لأسرة فنية، فهي ابنة الفنان عبد الحليم القلعاوي وشقيقها الفنان محمود القلعاوي. حصلت على ليسانس الآداب في اللغة الفرنسية، وتخرجت من معهد الفنون المسرحية كانت إحسان القلعاوي أرملة كاتب السيناريو محمد أبو يوسف ولديهما ثلاث بنات.
توفيت في 31 ديسمبر 2008 بالولايات المتحدة عن عمر يناهز 76 عاما بعد صراع مع المرض، حيث كانت تقيم مع ابنتها إيناس التي تقيم هناك إضافة إلى علاجها في أحد مراكز نيوجيرسي. حيث دفنت بمقابر المسلمين بالولايات المتحدة.

## روابط خارجية
- إحسان القلعاوي على موقع الدهليز
- إحسان القلعاوي على موقع قاعدة بيانات الأفلام العربية